# John Tshibangu
John Tshibangu est une figure militaire notable de la République démocratique du Congo (RDC), connue pour ses changements d'allégeance au cours de sa carrière.

## Biographie
John Tshibangu est né en 1970 dans le territoire de Dimbelenge, situé dans le Kasaï-Central, en République démocratique du Congo,,.

### Enfance, formation et début
John Tshibangu a fait ses études secondaires dans sa ville natale avant d'intégrer l'école de formation militaire (EFO) en 1988 à Kananga,. Avant de rejoindre les forces spéciales SARM (Service d’Action et de Renseignement Militaire), John a suivi en Israël, une formation de commando pendant une année,. Il rejoint officiellement les Forces armées zaïroises (FAZ) en 1988.

## Carrière

### Carrière militaire et détention
John Tshibangu a rejoint l'armée congolaise en 1988, alors appelée forces armées zaïroises (FAZ), avant de poursuivre sa carrière au sein des Forces armées de la République démocratique du Congo (FARDC). 
Après l'installation du régime 1+4, il a servi dans plusieurs parties de l'est du pays, notamment à Beni, à Shabunda et à Kisangani, avant d'être promu chef d'état-major de la 4ᵉ région militaire à Kananga,.
En 2012, étant colonel, il fait défection de l'armée régulière et rejoint l'est du pays, une zone réputée pour l'activité de divers groupes rebelles. Selon ses avocats, il indique avoir refusé d'obéir à des ordres lui demandant de tirer sur la foule. Selon le quotidien La Croix il aurait pris le maquis pour renverser Joseph Kabila, dont il conteste la régularité de l'élection contre Étienne Tshisekedi, originaire de la même région que lui.
En janvier 2018, il diffuse une vidéo menaçant de renverser le président de l'époque, Joseph Kabila, si ce dernier ne quittait pas le pouvoir sous 45 jours.

### Arrestation et procès
Peu après la diffusion de cette vidéo, Tshibangu est arrêté en Tanzanie et extradé vers la RDC en février 2018. Le ministre de la Défense de l'époque, Crispin Atama Tabe, annonce qu'il sera jugé pour rébellion, un crime prévu et puni par le code pénal congolais.

### Retour au sein des FARDC
Après une période d'incarcération, John Tshibangu réintègre les FARDC. En octobre 2022, il est nommé commandant de la 21ᵉ région militaire, couvrant le Grand Kasaï.
Selon le site ScoopRDC. il affiche ostensiblement son soutien à Étienne Tshisekedi en 2025.